# Ruda Wolińska
Pour les articles homonymes, voir Wolińska.
Ruda Wolińska (prononciation : [ˈruda vɔˈliɲska]) est un village polonais de la gmina de Wiśniew dans le powiat de Siedlce de la voïvodie de Mazovie dans le centre-est de la Pologne.
Il se situe à 7 kilomètres à l'est de Wodynie (siège de la gmina), environ 20 kilomètres au sud-ouest de Siedlce (siège du powiat) et à 75 kilomètres à l'est de Varsovie (capitale de la Pologne).
Le village comptait approximativement une population de 250 habitants en 2006.

## Histoire
De 1975 à 1998, le village appartenait administrativement à la voïvodie de Siedlce.

Depuis 1999, il appartient administrativement à la voïvodie de Mazovie